# Queso circasiano
El queso circasiano (Adigué: адыгэ къуае Pronunciación adigué: [aːdəɣa qʷaːja], ruso: адыгейский сыр adygeyskiy syr) es un queso circasiano que se encuentra en el norte del Cáucaso, el Levante y otras áreas con diáspora circasiana.
El queso se prepara con leche cruda de vaca, oveja y / o cabra (queso adigués, solo con leche de vaca) y se moldea en una canasta de madera. El queso circasiano es un tipo de queso suave que no se derrite cuando se hornea o se fríe y se puede desmenuzar. [cita requerida] El queso circasiano a menudo se consume fresco o después de haber sido secado al sol o en el horno. También hay un queso circasiano ahumado.
Hay un festival anual de queso circasiano en Maykop, la capital de la República de Adigueya, Rusia, que se lleva a cabo durante el festival cultural circasiano con participantes de diferentes regiones del norte del Cáucaso, compitiendo en la producción de los mejores tipos de queso circasiano.